# Palaiochouni
Palaiochouni  este un oraș în Grecia în Prefectura Arcadia.